# Antenor de Provence
Pour les articles homonymes, voir Antenor.
Antenor, patrice de Provence vers les années 700-716. 

## Biographie
Non soumis aux Pippinides, Antenor représente les Mérovingiens en Provence à une époque où l'autorité de ceux-ci est contestée par les maires du Palais. L'historien Pierre Riché précise qu'Anthénor est un aristocrate de la cour de Neustrie représentant le maire du palais, mais cherchant à s'émanciper de sa tutelle. On a pris argument des frappes monétaires faites au nom des patrices pour montrer l'indépendance prise en Provence par rapport au pouvoir franc. Mais ces monnaies, des deniers d'argent, sont toutefois marquées de son monogramme.
En 697, il est présent à la cour de Childebert IV lorsque le roi refuse d'accorder à Drogon de Champagne, les propriétés que ce dernier estime lui revenir en raison des liens familiaux de sa femme.  Sa présence à ce tribunal peut s'expliquer par son opposition à Pépin de Herstal et à la famille de ce dernier.
L'autorité d'Antenor en Provence repose sur ses possessions foncières et le contrôle des revenus ecclésiastiques et séculiers. Il a beaucoup de partisans ainsi que de nombreux opposants, dans et hors de son duché. A Marseille, il confisque des biens de l'abbaye de Saint-Victor et ordonne d'en bruler les titres de propriété, ce qui met en évidence un usage des puissants de l'époque : confiscation des biens ecclésiastiques pour rétribuer leurs partisans.
Le texte de 780 qui nous renseigne sur ces spoliations, évoque également une révolte, probablement autour des années 714-716 (711-714 pour Georges de Manteyer ou selon Michel Rouche à partir de 696-697  ou 702), qui dresse Antenor contre Pépin de Herstal puis contre Charles Martel. Le laconisme du texte ne permet de se rendre compte si cette rébellion peut être comparée aux révoltes aquitaines dont Charles Martel ne vient à bout que par l'extermination des élites et la politique de la terre brulée. Du silence des sources par rapport à tous ces faits peut cacher une histoire tragique, comme celle de la peste du VIe siècle, avec des conséquences sur la vie des hommes et le peuplement de la Provence. Comme en Aquitaine aussi, cette révolte se conjugue avec la présence des Sarrasins, provoquée contre les Francs.

D'après ce document, il aurait été remplacé par le patrice Metranus

## Un ou deux Antenor?
L’analyse du trésor de Cimiez a toutefois complexifié la situation. En effet, cette analyse fait apparaître deux séries de pièces pouvant être identifiées à Antenor, avec des caractéristiques montrant qu’elles auraient encadré les émissions des patrices Ansedert et Nemfidius. Ainsi Antenor aurait pu être deux fois patrice bien que certains n’évacuent pas l’hypothèse que le second Anténor ait été un fils ou un parent du premier.

### Sources
- (en) Patrick J. Geary, Before France and Germany, Oxford University Press, 1988.
- Pierre Riché - Les Carolingiens, une famille qui fit l'Europe - Hachette littérature, Paris, 1997 (1re édition 1983) -  (ISBN 2012788513)
- Paul-Albert Février (dir.), Provence des origines à l'an mil, éd. Ouest-France Université, 1989.
- Michel Rouche, … - Histoire du Moyen Âge - Editions Complexes, 2005 –  (ISBN 2804800423)